# 腺毛大红泡
腺毛大红泡（学名：Rubus eustephanos var. glanduliger）为蔷薇科悬钩子属下的一个变种。

## 扩展阅读
- 維基物種上的相關：腺毛大红泡